# Украинка (Карасукский район)
Украинка — упразднённый посёлок в Карасукском районе Новосибирской области. На момент упразднения входил в состав Калиновского сельсовета. Исключен из учётных данных в 1977 году.

## География
Посёлок располагался в левобережье реки Чуман, в 6 км (по прямой) к северо-западу от поселка Озерянка.

## История
Посёлок был основан в 1925 году. В 1928 г. поселок Украина состоял из 21 хозяйства. В административном отношении входил в состав Хорошевского сельсовета Ново-Алексеевского района Славгородского округа Сибирского края.
Решением Новосибирского облисполкома от 01.12.1977 г. № 799 посёлок исключен из учётных данных.

## Население
В 1928 году в посёлке проживало 145 человек (75 мужчины и 70 женщин), основное население — украинцы.